# Теоретична фізика
Теорети́чна фі́зика охоплює теоретичні дослідження, які дають нові результати (передбачають нові фізичні явища), розробку та застосування нових фізичних теорій і методів теоретичної фізики для виявлення і опису фізичних законів і конкретних фізичних явищ.
Основною задачею теоретичної фізики є формулювання законів природи на основі даних, отриманих в експериментальних дослідженнях. Поділ фізики на теоретичну й експериментальну стався в 20 ст. внаслідок ускладнення математичного апарату фізики, з одного боку, й експериментального устаткування з іншого, що призвело до спеціалізації й поділу праці. Формулювання законів природи спирається на емпіричні дані й використовує метод індукції. Задачею теоретичної фізики є формулювання гіпотез, моделей, теорій, які б адекватно описували фізичні системи. Верифікація або спростування гіпотез і теорій відбувається при порівнянні з експериментом.
Інша задача теоретичної фізики дедуктивна — передбачення результатів експерименту й нових фізичних явищ на основі відомих загальних фізичних законів.

## Як спеціальність
Вища атестаційна комісія України визначала теоретичну фізику як спеціальність, що включає в себе всі напрямки досліджень у фізиці. Код спеціальності за ВАКом: 01.04.02.
У списку переліку галузей знань і спеціальностей, за якими здійснюється підготовка здобувачів вищої освіти, відповідно до постанови Кабінету Міністрів України від 29 квітня 2015 року № 266, теоретична фізика, як більшість спеціальностей, пов'язаних з фізикою, відсутня.[джерело?]

## Галузі досліджень
Теоретичні дослідження у таких напрямках:
- теорія прямої зворотності;
- класичної та квантової теорії поля;
- статистичної фізики (математичні основи, статистична теорія квантових систем, нерівноважна статистична фізика);
- теорії багаточастинкових систем;
- теорії гравітації;
- фізики елементарних частинок;
- релятивістської астрофізики та космології;
- теорія ядра та ядерних реакцій;
- квантової теорії розсіяння;
- теорії твердого тіла;
- фізики конденсованих середовищ;
- теорії низькорозмірних систем;
- теорії класичних і квантових рідин;
- фізики поверхонь;
- теорії фазових переходів та критичних явищ;
- теорії невпорядкованих систем;
- класичних та квантових систем;
- теорії рідких кристалів;
- теорії магнетизму та сегнетоелектрики;
- фізики пластичності та міцності;
- теорії надпровідності;
- спектроскопії атомів, молекул та кристалів;
- теорії плазми та плазмоподібних середовищ;
- теорії нелінійних процесів в активних середовищах;
- математичних методів у теоретичній фізиці;
- математичного моделювання процесів природи.

## Інтернет-ресурси
- MIT Center for Theoretical Physics
- How to become a GOOD Theoretical Physicist, a website made by Gerard 't Hooft